# Futbolniy Klub Dinamo (Bryansk)
O Futbolniy Klub Dinamo (Bryansk) (em russo: Футбольный клуб "Динамо-Брянск", transliterado para Futbol'niy klub "Dynamo Bryansk") é um clube de futebol russo, sediado em Bryansk. Atualmente disputa a terceira divisão do Campeonato Russo.

## História
Fundado por Filaret Adamovich, um ex-agente da GPU (serviço de inteligência e polícia secreta da República Socialista Soviética da Rússia), em 1931, o Dínamo jamais disputou a primeira divisão do Campeonato Soviético de Futebol, tendo participado apenas das divisões de acesso.
No Campeonato Russo, perambulou também entre a segunda, terceira e quarta divisões. Pela Copa da Rússia, chegou até a semifinal, onde foi eliminado pelo FC Moscou (empate por 1 a 1 na primeira partida, derrota por 1 a 0 no jogo de volta).

## Uniforme
O uniforme 1 do Dínamo Bryansk é predominantemente azul, com detalhes em branco, enquanto o uniforme reserva possui as cores invertidas.